# Kim Seung-gyu
Kim Seung-gyu (en coreano: 김승규; pronunciación en coreano: /kim.sɯŋ.ɡju/; Ulsan, 30 de septiembre de 1990) es un futbolista surcoreano. Juega como guardameta y su equipo es el F. C. Tokyo de la J1 League.

## Selección nacional
Ha sido internacional con la selección de fútbol de Corea del Sur en 81 ocasiones.

### Participaciones en Copas del Mundo
| Mundial                               | Sede          | Resultado        | Partidos | Goles |
| ------------------------------------- | ------------- | ---------------- | -------- | ----- |
| Copa Mundial de Fútbol Sub-17 de 2007 | Corea del Sur | Fase de grupos   | 3        | 0     |
| Copa Mundial de Fútbol Sub-20 de 2009 | Egipto        | Cuartos de final | 4        | 0     |
| Copa Mundial de Fútbol de 2014        | Brasil        | Fase de grupos   | 1        | 0     |
| Copa Mundial de Fútbol de 2018        | Rusia         | Fase de grupos   | 0        | 0     |
| Copa Mundial de Fútbol de 2022        | Catar         | Octavos de final | 4        | 0     |

### Participaciones en Copas Asiáticas
| Copa                                | Sede           | Resultado        | Partidos | Goles |
| ----------------------------------- | -------------- | ---------------- | -------- | ----- |
| Campeonato Sub-19 de la AFC de 2008 | Arabia Saudita | Semifinales      | ?        | 0     |
| Copa Asiática 2015                  | Australia      | Subcampeón       | 1        | 0     |
| Copa Asiática 2019                  | EAU            | Cuartos de final | 5        | 0     |
| Copa Asiática 2023                  | Catar          | Semifinales      | 1        | 0     |

## Clubes
| Club             | País           | Año       |
| ---------------- | -------------- | --------- |
| Ulsan Hyundai FC | Corea del Sur  | 2006-2015 |
| Vissel Kobe      | Japón          | 2016-2019 |
| Ulsan Hyundai FC | Corea del Sur  | 2019      |
| Kashiwa Reysol   | Japón          | 2020-2022 |
| Al-Shabab Club   | Arabia Saudita | 2022-2025 |
| F. C. Tokyo      | Japón          | 2025-     |

## Palmarés

### Copas internacionales
| Título                      | Club (*)             | Sede          | Año  |
| --------------------------- | -------------------- | ------------- | ---- |
| Liga de Campeones de la AFC | Ulsan Hyundai FC     | Ulsan         | 2012 |
| Juegos Asiáticos            | Corea del Sur sub-23 | Incheon       | 2014 |
| Campeonato del Este de Asia | Corea del Sur        | China         | 2015 |
| Campeonato del Este de Asia | Corea del Sur        | Corea del Sur | 2019 |

(*) Incluyendo la selección

### Distinciones individuales
| Distinción                                             | Año  |
| ------------------------------------------------------ | ---- |
| Parte del once ideal de la K League                    | 2013 |
| Portero del año en Corea del Sur según los aficionados | 2016 |
| Mejor portero del Campeonato del Este de Asia          | 2019 |